# Ivan il Terribile - Parte III
Ivan il Terribile - Parte III è un film di Sergej Michajlovič Ėjzenštejn iniziato nel 1947 e mai completato. Ne esistono solo poche sequenze.

## Il progetto
Il progetto originale prevedeva tre film sulla vita di Ivan IV di Russia. Il primo, Ivan il Terribile, venne realizzato e distribuito nel 1944, mentre il secondo, La congiura dei Boiardi, venne girato e montato, ma l'uscita nel 1946 fu bloccata dalle autorità sovietiche e fu distribuito solo nel 1958, dieci anni dopo la morte del regista e cinque dopo quella di Stalin.
Le riprese del terzo film furono bloccate dal regime e mai completate, anche per via della successiva morte del regista. Di esso rimangono la sceneggiatura, alcune note e pochi minuti di girato.